# Audruicq Churchyard And Extension
Audruicq Churchyard And Extension is een begraafplaats gelegen in de Franse plaats Audruicq (Pas-de-Calais). De militaire graven worden onderhouden door de Commonwealth War Graves Commission.
De begraafplaats telt 7 geïdentificeerde Gemenebest graven, waarvan een uit de Eerste Wereldoorlog en 6 uit de Tweede Wereldoorlog.